# Igor Mirović
Igor Mirović (en serbe cyrillique : Игор Мировић ; né le 12 juillet 1968 à Kruševac) est un homme politique serbe. Il est vice-président du Parti progressiste serbe (SNS). Il commence sa carrière gouvernementale le 2 septembre 2013, en tant que  ministre du Développement régional et de l'Autonomie locale dans le gouvernement d'Ivica Dačić.
Avant sa nomination au ministère, il était président du groupe parlementaire « Donnons de l'élan à la Voïvodine » (SNS et alliés) à l'Assemblée de la province autonome de Voïvodine.

## Biographie

### Débuts: années 1990
Igor Mirović naît le 12 juillet 1968 à Kruševac. À partir de 1976, il vit à Novi Sad, dans la province de Voïvodine. Il suit les cours de la faculté d'économie de l'université de la ville,.
À partir de 1992, il obtient plusieurs mandats locaux, devenant ainsi entre 1992 et 1994 vice-président de l'assemblée municipale de Novi Sad et, de 1996 à 2000, député à l'Assemblée de la province autonome de Voïvodine. De 1998 à 2000, il est vice-ministre des Finances du gouvernement de la Serbie,.

### Années 2000
De 2004 à 2008, Igor Mirović est directeur de l'Institut de génie public de la ville de Novi Sad,.
Aux élections législatives nationales du 28 décembre 2003, il figure sur la liste du Parti radical serbe (SRS) de Vojislav Šešelj ; elle obtient 27,6 % des suffrages et envoie 82 représentants à l'Assemblée nationale de Serbie, ce qui fait du parti, à l'époque, la première force politique de Serbie,. Igor Mirović devient député.
Aux élections provinciales de 2008 en Voïvodine, Igor Mirović est élu député à l'Assemblée provinciale et, le 16 juillet 2008, il devient l'un des vice-présidents de l'Assemblée,. Aux élections législatives nationales, qui se déroulent le 11 mai 2008 en même temps que les élections provinciales, Igor Mirović figure sur la liste du Parti radical serbe (SRS) ; la liste obtient 29,45 % des suffrages et envoie 78 députés à l'Assemblée nationale. Mirović fait le choix de la Voïvodine.

### Années 2010
Après la scission du Parti radical et la création du Parti progressiste serbe (SNS), Igor Mirović rejoint Tomislav Nikolić, le futur président de la république de Serbie.
Lors des élections provinciales de 2012 en Voïvodine, Igor Mirović est réélu député et il est élu à la tête du groupe parlementaire Donnons de l'élan à la Voïvodine, constitué du Parti progressiste serbe et de ses alliés et comptant 23 membres (sur 120 députés).  
En 2013, une crise politique provoque des tensions au sein de la coalition gouvernementale issue des élections législatives serbes de 2012. Ivica Dačić exclut le parti Régions unies de Serbie (URS) de son gouvernement et, notamment, son représentant le plus éminent, président de ce parti et ministre des Finances et de l'Économie, Mlađan Dinkić. Le 2 septembre 2013, Igor Mirović est officiellement élu ministre du Développement régional et de l'Administration locale.
Il est Président du gouvernement de Voïvodine depuis le 20 juin 2016. Il est remplacé le 8 mai 2024 par Maja Gojković.

## Vie privée
Igor Mirović a été marié deux fois et est père de deux enfants.